# Мечеть Тагбандбофон
Мечеть Тагбандбофон — памятник культурного наследия, расположенный в историческом центре Бухары (Узбекистан). Вместе с остальными архитектурными, археологическими, религиозными и культурными памятниками Бухары входит в список Всемирного наследия ЮНЕСКО под названием «Исторический центр Бухары» и в национальный перечень объектов недвижимого имущества материального и культурного наследия Узбекистана — находится под охраной государства.
Мечеть была построена в XVII веке. В 2016—2018 годах была капитально отремонтирована. Квартальная мечеть функционирует с момента постройки по настоящее время.